# Dalene Kurtis
Dalene Kurtis (Apple Valley, 12 novembre 1977) è una modella statunitense.

## Biografia
Nata ad Apple Valley e cresciuta a Bakersfield, dopo essersi trasferita a Los Angeles, iniziò (nel 2000) la sua carriera di modella vincendo un Bikini contest di Venus Swimwear.
Dopo essere stata notata al concorso Miss Hawaiian Tropic da un amico di Hugh Hefner, fu invitata al party Fun in the Sun, tenutosi (in una domenica nell'estate del 2000) alla Playboy Mansion, in cui conobbe il celebre fondatore di Playboy, il quale poi la invitò al party, tenutosi sempre alla Playboy Mansion, di san Valentino del 2001.
Si pose all'attenzione dei mass media internazionali grazie a Playboy: infatti divenne Playmate nel settembre 2001, quindi divenne Playmate of the Year nel 2002.
La Kurtis ha partecipato alla prima stagione (datata 2002/2003) di NOPI Tunervision, programma televisivo in onda su TNN.
Dalene ha un tatuaggio a forma di farfalla nella parte bassa della schiena.
La Kurtis è menzionata nel libro best seller The Game come una delle prime donne che l'autore Neil Strauss ha cercato di "rimorchiare".

## Apparizioni in edizioni speciali di Playboy
- Playboy's Playmate Review Vol. 18 August 2002 - cover, pagine 1-3, 62-71.
- Playboy's Playmates in Bed December 2002 - pagine 10-17.
- Playboy's Book of Lingerie Vol. 89 January 2003.
- Playboy's Sexy 100 February 2003.
- Playboy's Nude Playmates April 2003 - pagine 58-61.
- Playboy's Playmates in Bed November 2003 - Mizuno, pagine 64-69.